# Cécile Saboureau
Cécile Saboureau, née le 14 mai 1983 à Pithiviers, est une paratriathlète française. Multiple championne de France et championne d'Europe PTS2 en 2023.

## Carrière sportive

### Équitation
Durant sa jeunesse, Cécile Saboureau est cavalière professionnelle. Depuis ses 12 ans, elle participe aux championnats de France et d’Europe d’équitation en saut d'obstacles et remporte plusieurs titres.
En 2004, Cécile Saboureau a 20 ans. Elle est victime d’un accident de voiture qui lui inflige l’amputation d’une grande partie de sa jambe droite. Après deux années de rééducation, elle porte une prothèse fémorale, reprend la compétition équestre et devient championne de France handisport en saut d'obstacle,.

### Paratriathlon
En juillet 2018, Cécile Saboureau se lance dans le paratriathlon, s’inscrit au Triathlon Club de Saint-Quentin en Yvelines , remporte son premier championnat de France à Gravelines en 2018 dans la catégorie PTS2 et en décembre, elle est sélectionnée en équipe de France.
En 2020, elle remporte une deuxième fois le titre de championne de France de paratriathlon à Quiberon. Entre 2018 et 2021, elle monte plusieurs fois sur le podium des étapes de la coupe du monde de triathlon, et se hisse au 9e rang mondial dans sa discipline.
Par ailleurs, elle participe au European Running Clinics, championnats d’Europe d'athlétisme handisport à Berlin organisé par Ottobock.
Sélectionnée en équipe de France de triathlon pour les Jeux Paralympiques de Tokyo, elle déclare forfait fin juillet 2021, à la suite d’un accident de la route survenu lors d’un entraînement. Le 30 juillet 2021, Cécile est en pleine session d’entrainement en vélo sur une route départementale à côté de Vichy avec l'équipe de France. Alors qu’elle est prioritaire, un camion lui coupe la route et ne l’ayant pas vu, sa tête s’encastre dans la benne. Le camion prend la fuite. Elle s’en sort avec plusieurs fractures. Pour éviter de porter un corset pendant quatre mois, elle choisit de se faire opérer de la colonne vertébrale par Spinejack cimentoplastie.

## Vie personnelle

### Formation
Elle obtient un diplôme en éthologie équine au haras de la Cense à Rochefort-en-Yvelines, ainsi qu’un brevet fédéral d’encadrement équi handi (BFEEH). Elle est institutrice en éthologie équine et enseignante d’équitation.

### Caritatif
Présidente et fondatrice de l'Association sport handicap et autonomie (A.S.H.A), elle est aussi ambassadrice d'Ottobock dont elle porte une prothèse et de la Fondation Alice Milliat. Elle est aussi impliquée dans autres associations qui sont « Mobiles en Ville » et l'« Association de défense et d’étude des personnes amputées ».
Les 14 et 15 juin 2018, elle est bénévole à la quatrième édition du Handisport Paris Open qui se déroule au stade Charléty.

### Vie privée
Elle habite en 2021 à Élancourt, dans le département des Yvelines.

## Palmarès
Le tableau présente les résultats les plus significatifs sur le circuit international de triathlon.
| Année | Compétition                | Pays     | Position           | Temps            |
| ----- | -------------------------- | -------- | ------------------ | ---------------- |
| 2023  | Championnat d'Europe       | Espagne  | Médaille d'or      | 1 h 23 min 7 s   |
| 2021  | Coupe du monde PTS2        | Espagne  | Médaille d'argent  | 1H 31 min 21 sec |
| 2020  | Championnat de France PTS2 | France   | Médaille d'or      | 1H 25 min 54 s   |
| 2020  | Coupe du monde PTS2        | Portugal | Médaille d'or      | 1H 22 min 52 s   |
| 2020  | Coupe du monde PTS2        | France   | Médaille d'argent  | 1H 31 min 21 sec |
| 2019  | Coupe du monde PTS2        | Canada   | Médaille d'argent  | 1H 29 min 02 s   |
| 2019  | Coupe du monde PTS2        | Turquie  | Médaille d'argent  | 1H 37 min 29 s   |
| 2019  | Coupe du monde PTS2        | Portugal | Médaille de bronze | 1H 32 min 35 s   |
| 2018  | Championnat de France PTS2 | France   | Médaille d'or      | 1H 51 min 10 s   |